# Giovanni Papini (allenatore di pallacanestro)
Giovanni Papini (Pescia, 30 aprile 1951 – Pescia, 23 marzo 2009) è stato un allenatore di pallacanestro italiano.

## Carriera
Inizia a giocare con la maglia della Cestistica Audace Pescia con la quale riesce a scalare le serie dalla D alla B ed in quel periodo disputò come atleta i primi derby con Pistoia e Montecatini.
Da allenatore la sua carriera è legata indissolubilmente alle sorti della Kleenex Pistoia; dopo essere stato a lungo vice allenatore, diventò primo coach della Kleenex Pistoia in A1 raggiungendo anche i play-off. Ha allenato anche Trapani e Capo d'Orlando, Parma e Viterbo. Dopo una breve permanenza a Livorno  come allenatore giovanile torna a Pistoia per allenare la nuova squadra della Pistoia Basket 2000 in B1 e nel basket femminile allenando il Basket Spezia Club ed in seguito la Women Basketball Livorno.
È morto prematuramente dopo lunga malattia dovuta alla leucemia all'età di 58 anni.